# Marmeleiro (Paraná)
Marmeleiro is een gemeente in de Braziliaanse deelstaat Paraná. De gemeente telt 13.463 inwoners (schatting 2009).

## Aangrenzende gemeenten
De gemeente grenst aan Flor da Serra do Sul, Francisco Beltrão, Renascença en Campo Erê (SC).